# Mario Power Tennis (videogioco 2004)
Mario Power Tennis, conosciuto in Giappone come Mario Tennis GC (マリオテニスGC?, Mario Tenisu Jī Shī), è un titolo sportivo che ha come protagonisti i personaggi del mondo di Mario, sviluppato da Camelot Software Planning e pubblicato da Nintendo per il Nintendo GameCube nel 2004.
Si tratta del seguito dell'omonimo titolo per Nintendo 64, Mario Tennis, ed è il quarto gioco della serie.
Nel 2009, è stato commercializzato per il Nintendo Wii nella collezione di titoli per GC riproposti sul Wii, aventi come novità il nuovo sistema di controllo.

## Trama
Mario e Luigi partecipano ad un torneo di tennis riuscendo a vincere una partita contro Wario e Waluigi che decidono di osservare le proprie posizioni su un tabellone sportivo. Notando di seguito che sono stati eliminati in favore della squadra di Mario e Luigi, 
decidono di vendicarsi vandalizzando le loro fotografie con un pennarello. Tuttavia la polizia li scopre e li insegue per fermarli. 
Di conseguenza Wario e Waluigi si nascondono in un passaggio segreto dove si trova Bowser, il quale trova la loro alleanza poiché sta anch'egli pianificando la sconfitta di Mario e Luigi e li sottopone a duri allenamenti. Quella sera Wario, Waluigi e Bowser interrompono nello stadio di Peach all'inizio della partita tra la squadra di Mario e Luigi e quella di Yoshi e Donkey Kong dicendo che i due celebri fratelli avrebbero dovuto perdere contro i rivali. Wario e Waluigi buttano delle Bob-ombe e Pallottoli Bill contro Mario e la platea con l'aiuto di Bowser, ma Mario e Luigi gliele ributtano contro con le proprie racchette facendo cadere la mongolfiera di Bowser piena di Bob-ombe e causando una terribile esplosione nello stadio. Nell'ultima scena Wario, Waluigi e Bowser, visti in un Mega-schermo, cadono a terra stanchi dei loro piani falliti osservati da Mario e Luigi.

## Modalità di gioco
Lo scopo del gioco è vincere i vari tornei di tennis che si svolgono nel Regno dei Funghi. Ovviamente i personaggi, i campi e i colpi sono propri del mondo di Mario e accanto alle regole principali sono presenti moltissime eccezioni.

### Esibizione
In questa modalità possono sfidarsi fino a quattro giocatori.
- Standard: Campo dove si gioca una normale partita di tennis
- Campo Pazzo: Campi che danno al tennis un tocco di follia
- Rissa Strumenti: In questa modalità è possibile utilizzare vari oggetti per ostacolare gli avversari(gusci, banane, stelle, funghi, saette)
- Tiro All'Anello: In questa modalità per vincere bisogna far attraversare alcuni cerchi con la pallina

### Tornei
Qui si affronta una serie di avversari per vincere una coppa e per sbloccare modalità e personaggi segreti.

### Giochi speciali
Numerosi giochi a sfondo tennistico dove possono partecipare fino a quattro giocatori
- Artisti in campo: Bisogna colorare un ritratto a muro con speciali pittopalle.
- Spaventatennis: Ambientato nella villa spettrale di Luigi, in questo gioco bisogna imprigionare i fantasmi nei propri quadri.
- Soli impantanati: Ambientato a Delfinia, in questo gioco bisogna tirare le palle nel campo opposto per ripulire i mucchi di melma e liberare i Soli Custodi.
- Sfida ai Categnacci: Bisogna colpire i categnacci con le palle da tennis per fare punti; attenzione a non colpirli con qualcos'altro.
- Dritto e Calarovescio: Ambientato a Porto Giocondo, in questo gioco bisogna rispondere ai colpi di Calamarcio evitando che la pallina finisca nelle aree contrassegnate da una X, se finiscono sulle X o fuori dal campo 3 volte, la partita è finita.

## Eventi speciali
Gli eventi speciali sono dei particolari tornei da affrontare in due o quattro giocatori. Questa opzione è un'opzione bonus segreta, per sbloccarla basta andare sul menù di accensione del gioco e premere B e poi A, così da tornare nella schermata principale ma con una nuova opzione. Queste sfide per più giocatori consistono non nel fare diverse partite o giochi ma lo scopo è quello di segnare all'avversario 3, 5 o 7 punti, non si contano né i giochi né le partite.

## Personaggi
Ogni personaggio ha una propria particolarità e un supercolpo offensivo e difensivo a sua disposizione

### Abilità
- Giocatori versatili: atleti ben bilanciati abili sia in attacco che in difesa
- Giocatori tecnici: abili strateghi che colpiscono la palla con grande precisione
- Giocatori potenti: utilizzano la forza fisica per sbaragliare gli avversari
- Giocatori veloci: corrono da una parte all'altra del campo per prendere ogni palla
- Giocatori difensivi: rispondono a ogni colpo e aspettano che l'avversario cada in errore
- Giocatori astuti: utilizzano varie tecniche per confondere gli avversari

### Super Colpi
Dopo un numero di scambi la racchetta si illumina: è giunta l'ora di usare un supercolpo
- Super colpi offensivi: i giocatori colpiscono la palla con straordinaria potenza servendosi di particolari oggetti
- Supercolpi difensivi: i giocatori si servono delle più svariate tecniche per raggiungere la pallina in qualsiasi parte del campo

### Personaggi utilizzabili
| Personaggi       | Tipo      |
| ---------------- | --------- |
| Mario            | Versatile |
| Luigi            | Versatile |
| Peach            | Tecnico   |
| Daisy            | Tecnico   |
| Wario            | Potenza   |
| Waluigi          | Difensivo |
| Yoshi            | Veloce    |
| Koopa            | Veloce    |
| Donkey Kong      | Potenza   |
| Diddy Kong       | Veloce    |
| Boo              | Astuto    |
| Tipo Timido      | Tecnico   |
| Bowser           | Potenza   |
| Bowser Jr.       | Astuto    |
| Tipo Timidottero | Astuto    |
| Paratroopa       | Tecnico   |
| Torcibruco       | Difensivo |
| Pipino Piranha   | Potente   |